# 생활환경디자인연구소
생활환경디자인연구소는 지역사회의 생활환경조사연구 및 유니버설디자인 실천을 병행하는 조직으로, 공동체와 거주자의 자발적인 생활문화활동을 독려하고, 사용자 중심의 디자인 컨텐츠를 제공함으로써 생활환경의 질적 향상을 도모하여 거주자의 삶의 질 향상과 그 지원을 목적으로 한다.

## 주요 사업
- 생활환경전반에 대한 연구 및 컨설팅 사업
- 생활환경전반에 대한 유니버설디자인 연구 및 실행사업
- 아카이브 구축 및 문화 컨텐츠 개발, 확산사업
- 전시 및 이벤트 기획을 수반한 공공디자인 사업
- 지역 문화 활성화 및 공간조성 사업
- 교육, 출판 및 학술사업
- 종합디자인
- 기타 본 회의 설립목적을 달성하기 위한 사업

## 주요 연혁
- 2008년 사단법인 농어촌생활환경디자인연구소 설립
- 2011년 사단법인 생활환경디자인연구소로 단체명칭 변경
- 2012년 산업디자인 전문회사(환경디자인) 등록
- 2012년 대한민국 공공디자인 대상 대국민 투표 최우수상
- 2013년 소프트웨어 사업자 등록
- 2018년 전북지사 설립

## 주요 실적
- 2008년 유니버설디자인을 적용한 농어촌 주거환경 모델 개발 연구용역
- 2011년 경기도 유니버설디자인 적용 가이드라인 개발
- 2011년 농촌지역의 생활문화 특성을 반영한 농촌주택 주거환경 모형 개발
- 2011년 서울시 복지시설 유니버설디자인 가이드라인
- 2012년 경기도 인공빛공해 관리계획 및 야간경관 디자인 가이드라인 개발
- 2012년 경기도 통합이미지 구축을 위한 공공정보 표기체계 개발
- 2013년 평택시 공공시설물 표준디자인 개발 용역
- 2013년 경기도 유니버설디자인 추진체계 구축을 위한 디자인 콘텐츠 개발 용역
- 2014년 용좌마을권역단위 종합정비사업 기본계획 및 지역역량강화 용역
- 2014년 국립공원 건축물 디자인 가이드라인 마련을 위한 연구용역
- 2015년 서울특별시 재가 치매환경디자인 용역
- 2015년 청양 비봉면 농촌중심지활성화 기본계획 및 지역역량강화 용역
- 2015년 보령시 도시재생 전략계획 수립
- 2016년 경기도 찾아가는 유니버설디자인 현장 체험교육
- 2016년 오산시 빅데이터 과제 분석 용역
- 2017년 서울시 고령친화상점 디자인 및 매뉴얼 개발
- 2017년 진안읍 농촌중심지활성화사업 기본계획 용역
- 2017년 마령면 농촌중심지활성화사업 지역역량강화 용역
- 2017년 진안 안천면 노채마을 마을단위 종합개발 기본계획 용역
- 2018년 한국연구재단 사회문제해결형기술개발 사업 성과 활용 및 확대 방안 연구
- 2018년 성북구청 어린이가 함께 디자인하는 마을만들기 아카데미
- 2018년 의정부21 찾아가는 유니버설디자인 학교 외 다수

## 위치
- 서울특별시 강남구 학동로38길 21